# یواس‌اس برزیلا (۱۸۵۶)
یواس‌اس برزیلا (۱۸۵۶) (به انگلیسی: USS Braziliera (1856)) یک کشتی بود که طول آن ۱۳۵ فوت ۸ اینچ (۴۱٫۳۵ متر) بود. این کشتی در سال ۱۸۵۶ ساخته شد.